# Dick Joyce
Richard John „Dick“ Joyce (* 1. Mai 1946 in Wellington) ist ein ehemaliger neuseeländischer Ruderer, der zwei olympische Goldmedaillen gewann.

## Karriere
Joyce startete für den Wellington Rowing Club. Bei den Olympischen Spielen 1968 gewann er zusammen mit Dudley Storey, Ross Collinge, Warren Cole und dem Steuermann Simon Dickie die olympische Goldmedaille im Vierer mit vor den Booten aus der DDR und der Schweiz. Dies war die erste olympische Goldmedaille für Neuseelands Ruderer und die erste Medaille seit 36 Jahren.
Bei der Weltmeisterschaft 1970 in St. Catharines ruderten Storey, Cole, Joyce und Dickie im neuseeländischen Achter, der Bronze hinter den Booten aus der DDR und aus der Sowjetunion gewann. Danach wechselten Storey und Cole in den Vierer ohne, mit dem sie 1972 die olympische Silbermedaille gewannen. Der von Rusty Robertson trainierte Achter trat 1971 bei der Europameisterschaft in Kopenhagen an und gewann in der Besetzung Tony Hurt, Wybo Veldman, Dick Joyce, John Hunter, Lindsay Wilson, Athol Earl, Trevor Coker, Gary Robertson und Simon Dickie vor den Booten aus der DDR und der Sowjetunion. Außer Joyce und Dickie waren auch Veldman, Hunter und Robertson 1970 beim Gewinn der Bronzemedaille dabei gewesen.
Bei den Olympischen Spielen 1972 auf der Regattastrecke Oberschleißheim bei München gewann der neuseeländische Achter in der gleichen Besetzung wie 1971 in Kopenhagen seinen Vorlauf, unterlag aber im Halbfinale dem Deutschland-Achter. Offenbar hatten die Neuseeländer aber lediglich Kräfte gespart, denn im olympischen Finale siegte das neuseeländische Boot sicher vor den Booten aus den Vereinigten Staaten und der DDR, die Boote aus der Sowjetunion und aus der Bundesrepublik Deutschland blieben dahinter ohne Medaillen.